# Zethes brandti
Zethes brandti är en fjärilsart som beskrevs av Janzon 1977. Zethes brandti ingår i släktet Zethes och familjen nattflyn. Inga underarter finns listade i Catalogue of Life.